# Sant Frònt
Sant Frònt (italià i piemontès Sanfront) és un municipi italià, situat a la regió del Piemont. L'any 2007 tenia 2.666 habitants. Està situat a la Vall del Po, dins de les Valls Occitanes. Limita amb els municipis de Barge, Brossasco, Envie, Gambasca, Paisana, Rifred i Sampeyre.

## Administració
| Període | Identitat      | Partit        |
| ------- | -------------- | ------------- |
| 2004-   | Silvio Ferrato | Llista cívica |